# Macrostylis porrecta
Macrostylis porrecta là một loài chân đều trong họ Macrostylidae. Loài này được Mezhov miêu tả khoa học năm 1988.